# 国民革命军第五十一军
国民革命军第五十一军，是由东北军逐渐中央化的一支部队。

## 历史
1925年10月，北洋军阀吴佩孚部陆军第18混成旅扩编为北洋陆军第26师，师长于学忠。1927年夏任直鲁联军（总司令张宗昌）第十五军（军长于学忠）。1927年秋北伐战争中吴佩孚部队在河南走投无路，被奉军收编，第25师、第26师与第7师合编为奉系安国军第20军。1930年9月张学良参加中原大战中，率东北军入关，该军改称为东北边防军第一军，于学忠任军长，入驻平津。1933年2月关内的东北军编为4个军，东北边防军第一军改编为第五十一军：
- 军长于学忠
- 第111师，师长董英斌
- 第113师，师长李振唐
- 第114师，师长牟中珩
- 第115师，师长熊正平

参加了长城抗战和冀东抗战。1935年按照《何梅协定》该军调出河北省。调鄂豫皖苏区和陕甘苏区围剿红军。1935年6月该军编为西北剿匪军第二路军第八纵队，第111师、第115师改隶第五十七军，第118师（师长杜继武）由第五十七军改隶该军。西安事变时驻军甘肃兰州地区，响应了张学良的行动。1937年4月26日于学忠率该军东调淮阴整编并兼任江苏绥靖公署主任，李振堂任副军长，第118师被撤消，该军辖第113师（师长周光烈/周毓英）、第114师（师长牟中珩）。
抗战爆发后，编入韩复榘第3集团军，开赴青岛守备。1937年11月实施焦土战略后放弃青岛，南调蚌埠、临淮关一线参加津浦路阻击作战。1938年2月参加台兒莊戰役。1938年5月徐州会战失败后，该军转进铜山附近占领津浦路东之国防工事掩护鲁南兵团撤退。1938年8月该军调赴大别山北麓前线在参加武汉会战。1939年3月中旬，该军由安徽省立煌县开赴鲁南沂蒙山区的沂水、蒙阴、安丘一带，隶属于學忠的鲁苏战区：
- 军长牟中珩
- 副军长周毓英
- 第113师 师长周毓英
- 第114师长方叔洪1939年6月在冯家场战斗中阵亡

1942年1月牟中珩调任山东省政府主席后：
- 军长周毓英
- 第113师，师长李振唐1933.2.12-1937.7/周光烈1937.7-1938.6.20/周毓英1938.6.20-1942.2.6/韩子乾1942.2.6-1943.2.21被俘/李玉唐1943.2.21-1946.5/王楚1948.9-1949.5.27
- 第114师，师长牟中衍1933.2.12-1939.3.18/方叔洪1939.3.18-1939.6.25殉国/张福禄1939.6.25-1942.4.1/黄德兴1942.4.1-1943.8.1/李步青1943.8.1-1946.5裁撤
- 暂编第12师，师长赵保原。1938年2月伪满国军第三旅调入山东省，称满洲国派遣军李支队，先后收编了张宗昌旧部程国瑞、高玉璞和土匪刘桂堂、张步云等，改称山东省自治军，赵保原任旅长。1938年11月赵保原在昌邑率部1600余人反正，接受了山东省第八专区专员兼保安司令厉文礼的收编，改番号为山东省第八专区保安第三旅。1939年1月移驻莱阳城北贾家、许家旺一带，被委任为山东省第十三行政区特派员兼保安司令。1940年3月赵保原任鲁苏战区胶东游击区指挥官，苏鲁战区将赵保原部改编为陆军暂编十二师，赵保原任师长。1941年暂编第12师拨归该军建制。1942年春该师改鲁苏战区直辖。

1943年3月至5月，日军和伪军吴化文等部万余人向该军所在的鲁南地区发动攻势作战，该军损失惨重，6月上旬撤出鲁南退到鲁西。1944年3月鲁苏战区撤消，该军隶属第五战区鄂豫皖边区（游击总指挥李品仙），调大别山区商城县整训。参加了豫中会战。1945年初率部改隶第十战区（司令长官李品仙）第十五集团军（总司令何柱国）。
1946年5月该军改编为整编第51师，隶属徐州绥靖公署（主任薛岳）第一绥靖区司令（汤恩伯兼）第十九集团军（总司令张雪中）：
- 师长周毓英
- 副师长韩世儒
- 参谋长李献中
- 整编第113旅：旅长李玉唐
- 整编第114旅：旅长李步青
- 整编第41旅：整编第26师拨归。为丁治磐起家嫡系部队。旅长董继淘。

1946年9月第19集团军改组为整编第22军（军长张雪中，辖第97军、整编第51师）。
1946年12月至1947年1月，该师整编第41旅在宿北战役大部被歼，旅长董继淘负伤突围。鲁南战役中，该师配属独立炮兵第5团一个美式105毫米榴弹炮营（12门），被全歼。中将师长周毓英、少将副师长韩世儒、少将参谋长李献中、旅长李玉堂、李步青等以下11000人被俘。
1947年2月重建整编第51师，隶属第1绥靖区，驻防淮阴：
- 师长王严（黄埔三期辎重科，1904年生，山东郯城回族，土木系整编第11师副师长，后任第12兵团副司令、澎湖防卫副司令，1962年退役，1977年病逝）
- 副师长王秉钺（1947年7月由整编第52师副师长调任）
- 第41旅旅长董继淘
- 第113旅旅长王匡（湖南省湘乡县（今双峰县）人，黄埔四期。历任第337团团长、副旅长。1948年3月16日益林战役被俘）

1947年3月12日整编第22军改组为淮海绥靖区（司令张雪中，辖整编第44师、整编第51师），1947年12月淮海绥靖区改组为第7绥靖区（司令张雪中，辖整编第4师、整编第51师）
该师参加1947年12月1日李堡栟茶战役。随后第一绥靖区司令官李默庵指示师长王严率第113旅、整编第4师第90旅以及整编第21师1个团，共计5个团1.3万人，组成“追剿总队”，自东台出发，沿通榆公路北上直指盐城寻苏北共军决战。12月20日进占白驹、大团。1947年12月26日盐（城）南战役开始，12月29日结束，华野第十一纵队、第十二纵队、华中五分区（盐阜军分区）独立旅、二分区地方部队共3万余人，歼灭第113旅旅部及1个团、整编第90旅旅部及2个团共7000余人，其中毙伤4000余人，俘副旅长张晓柳以下3000余人，缴获轻重机枪200余挺，长短枪3000多枚，炮弹2000余发，枪弹25万余发，战马200余匹。
1948年3月12日，由于华野二纵从胶南调入苏北，驻阜宁县城的整编第113旅337团弃城退守益林镇，该旅主力也于3月14日夜全部由凤谷村赴益林镇增防。整编第51师师部率第41旅于3月14日由高邮、宝应地区开赴涟水守备。至此，该整编师处于苏北战场最前沿。1948年3月16日华野二纵、十二纵发起益林战役。3月16日晚二纵5师13团3营对东大圩子旅部发起攻击，守军施放化学弹，13团指挥所和14团两个突击连中毒，攻击被迫停止。3月18日，两淮之整编第72师6个团和整编第51师4个团（欠1个营）的援军突破华野十二纵防御逼近益林镇外围，华野二纵第6师调去阻援。至3月19日凌晨第113旅（欠守备凤谷村的第339团2个营）共5000多人在益林镇被歼，少将旅长王匡被俘，缴获轻重机枪100余挺，长短枪3000余支。华野二纵四师师长殷绍礼被冷枪击中阵亡。益林战役后，从大别山抽调黄百韬整编第25师和整编第4师组成南兵团从苏中向北，由黄百韬统一指挥；从山东战场抽调整编第83师和整编第72师组成北兵团从淮海向南，由张雪中统一指挥；整编第51师在两淮、涟水、众兴集一线机动；总计5个整编师，由顾祝同统一指挥，南北对进，在盐城地区夹击华野苏北兵团寻机决战。
1948年9月恢复第五十一军番号：
- 任军长王严／王秉钺（1848年12月－1949年5月22日（被俘））
- 参谋长向建白
- 第41师，师长刘卫/邹煜南
- 第113师，师长王楚/丁作彬

1948年12月1日晚23时许，奉第一绥靖区之命放弃淮阴，纵火烧毁仁慈医院，当夜在城隍庙广场上枪杀许大中等19名共产党干部，同时在南门外活埋了通共群众30余人。2日上午又在淮阴城强征商家物资。2日下午抓了许多民夫，撤至淮安，并继续南逃。2日下午16时左右，苏北六分区独立旅开入淮阴城。3日夜间第一绥靖区接电令限12月4日收复两淮，重新打通清（江）扬（州）线，并北上增援徐州。12月4日拂晓，第五十一军第41师及第四军第59师、第90师一部又重占淮安。12月4日下午攻击淮阴，与六分区部队在板闸展开激烈战斗。战至12月8日黄昏苏北五分区主力部队赶到。12月8日夜23时国军主力部队放弃淮安南逃。六分区部队于9日凌晨4时许开入淮城。
1949年1月18日，驻高邮城的第五十一军第41师的4个团和从仙女庙到高邮接应的第四军1个团，当夜撤离高邮城。
1949年4月下旬渡江战役，该军在扬中、三江营至申港段长江防线担任防御任务时，第41师被歼灭。残部6000多人逃入上海外围后，在参加上海近郊防御作战中，5月16日在川沙、白龙港一带被中国人民解放军第三十军（原苏北第十二纵队老对手）猛攻，入夜退往高桥，当夜第41师师长邹煜南化妆潜逃入市区，该师溃散；5月17日晨军部和第113师在浦东顾家宅东北的高桥公路上被追歼，中将军长王秉钺腿部被溃兵打了一枪重伤被俘，少将参谋长向建白等被俘，第113师师长丁作彬逃走。
退入上海市区的残部重建该军，汤恩伯委任淞沪警备副司令兼北兵团司令劉昌義兼任军长。5月25日下午，刘昌义偕王中民（中共上海局策反委员会联系人、海关税警少将大队长）、军法处长魏震亚和一名参谋，乘坐两辆坦克和一辆吉普车，通过造币厂桥向江宁路第二劳工医院的解放军第81师阵地驶去。临走前，刘昌义招呼参谋长王震潭留在军部，说：“如果汤恩伯、（淞沪防卫司令部司令）石覺有电话来，就说我到前线去了。”在解放军第81师师部，师政委罗维道为解放军代表与刘昌义签订投诚协议。签字后，刘昌义打电话给五十一军，命令立即停止抵抗，接受解放军的改编，还以淞沪警备副司令的名义，对其他分散在各地的部队和交通警察总队写了十多封信，要他们放下武器，停止战斗。同时，解放军第81师派人运用广播将协议书公布出去，使国民党官兵人人皆知。罗维道陪同刘昌义到了驻在虹桥路的中国人民解放军第二十七军军部，受到军长聂凤智的接待。刘昌义回到第五十一军军部后，认真执行了解放军的命令，将部队撤至江湾体育场。到达体育场南面时，刘部遭到了原在该地驻防的国民党第五十四军和第三十七军从北面和侧翼的围攻。解放军支援第五十一部队，将敌歼灭。5月26日清晨，解放军接管了第五十一军布防的各道桥梁，从造币厂桥和永安桥等处开过了苏州河，顺利接防了苏州河以北市区原有阵地。5月26日上午10时左右，解放军第81师政委罗维道派魏震亚到江湾体育场找刘昌义，叫他立即到解放军第81师师部。罗对刘说：“守卫国民党警备司令部的万宅仁青年军第204师还在负隅顽抗，你下命令给他们，叫他们放下武器，停止战斗。”刘说：“我下的命令恐怕不中用，只能试试看。”果然万泽仁部对刘的命令置之不理，仍然继续抵抗。解放军战至晚10时，才把万部消灭。